# Booton
Booton is een civil parish in het bestuurlijke gebied Broadland, in het Engelse graafschap Norfolk met 196 inwoners.